# Весела Лопань (Бєлгородська область)
Весела Лопань — село у Бєлгородському районі Бєлгородської області РФ. Відноситься до Веселолопанського сільського поселення. В селі знаходиться залізнична станція Долбіно (не плутати з селом Долбіно).

## Історія
28 березня 2024 року між селами Безсонівка та Весела Лопань у Бєлгородському районі виявили кориговану авіабомбу на 1,5 тонни у тротиловому еквіваленті. Її "впустив" бомбардувальник Росії. Дорогу між селами перекрили, коли виявили КАБ-1500.

## Відомі люди
- Сапєлкін Валентин Іванович (нар. 1926) — композитор, заслужений артист УРСР;
- Український Микола Олексійович (нар. 1935) — співак, заслужений артист УРСР.